# Herrnhuter Gottesacker

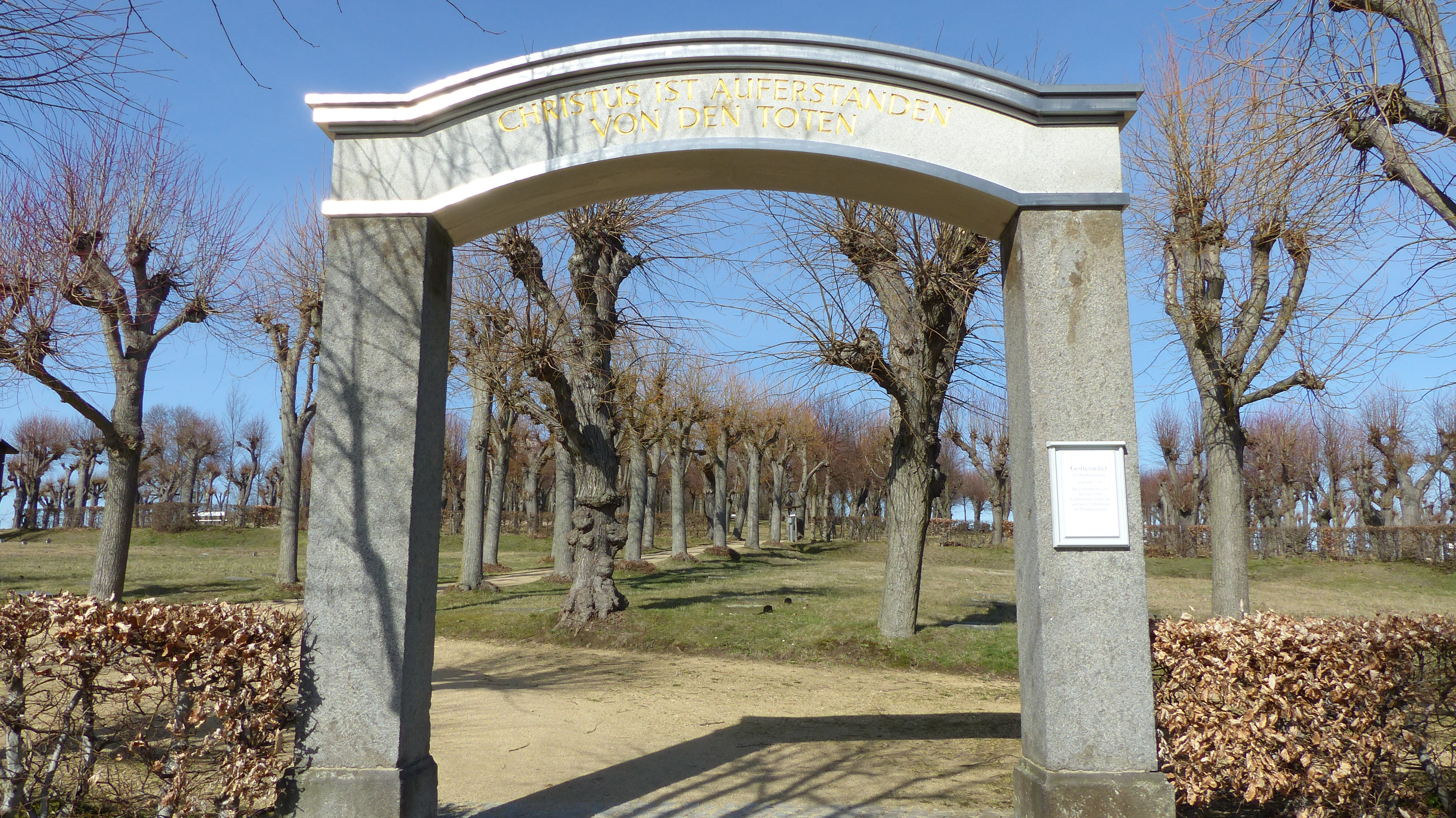
Eingangsportal zum Herrnhuter Gottesacker

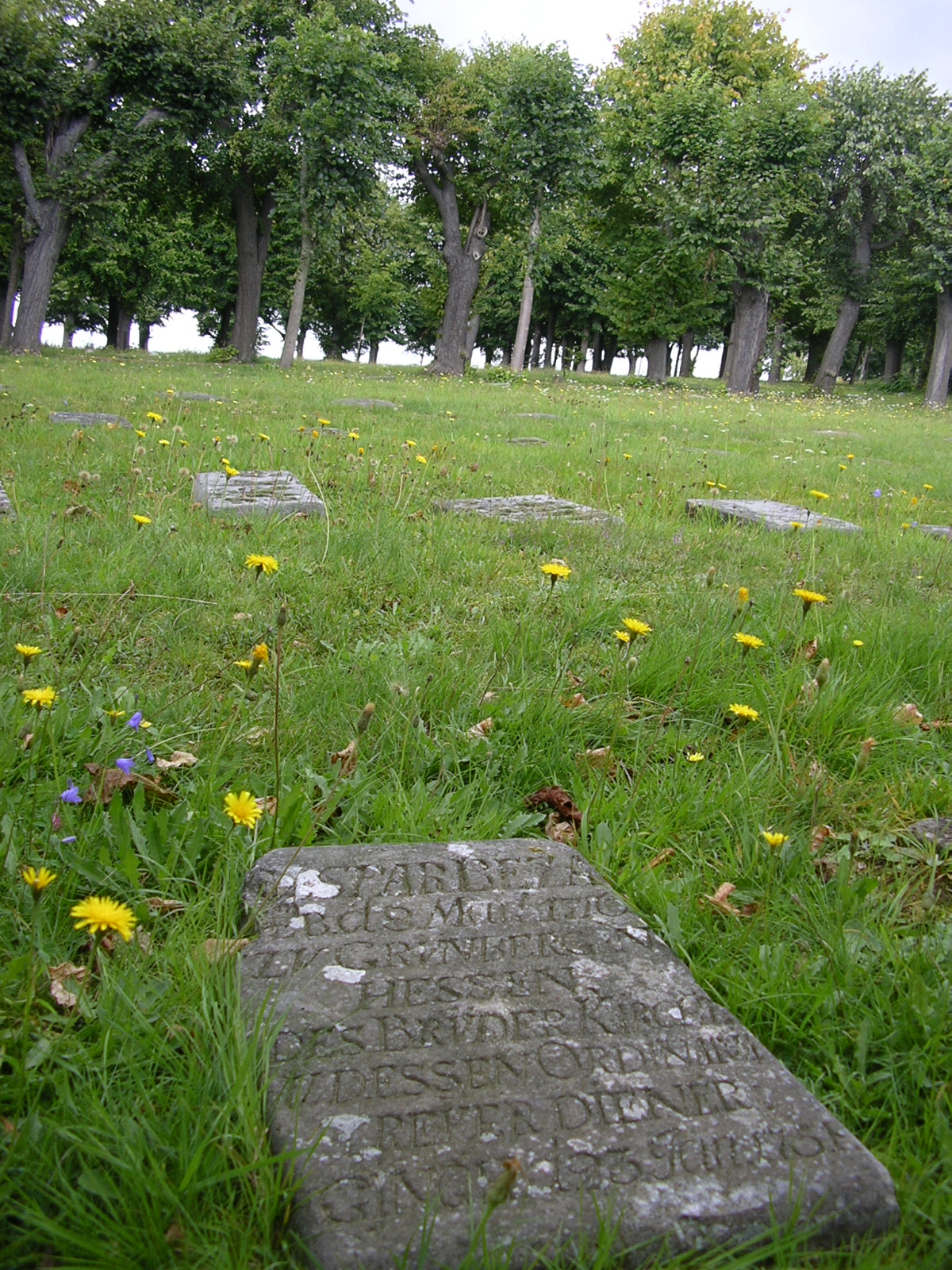
Herrnhuter Gottesacker

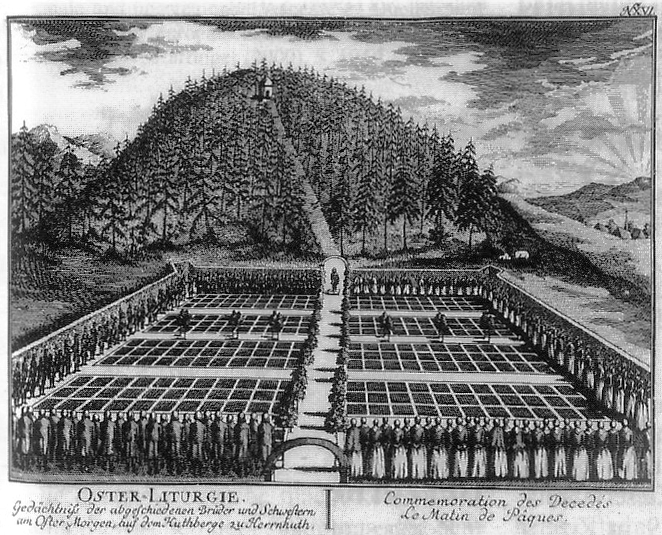
Totengedenken am Ostermorgen, zeitgenössische Darstellung mit schematischer Ansicht des Friedhofs.

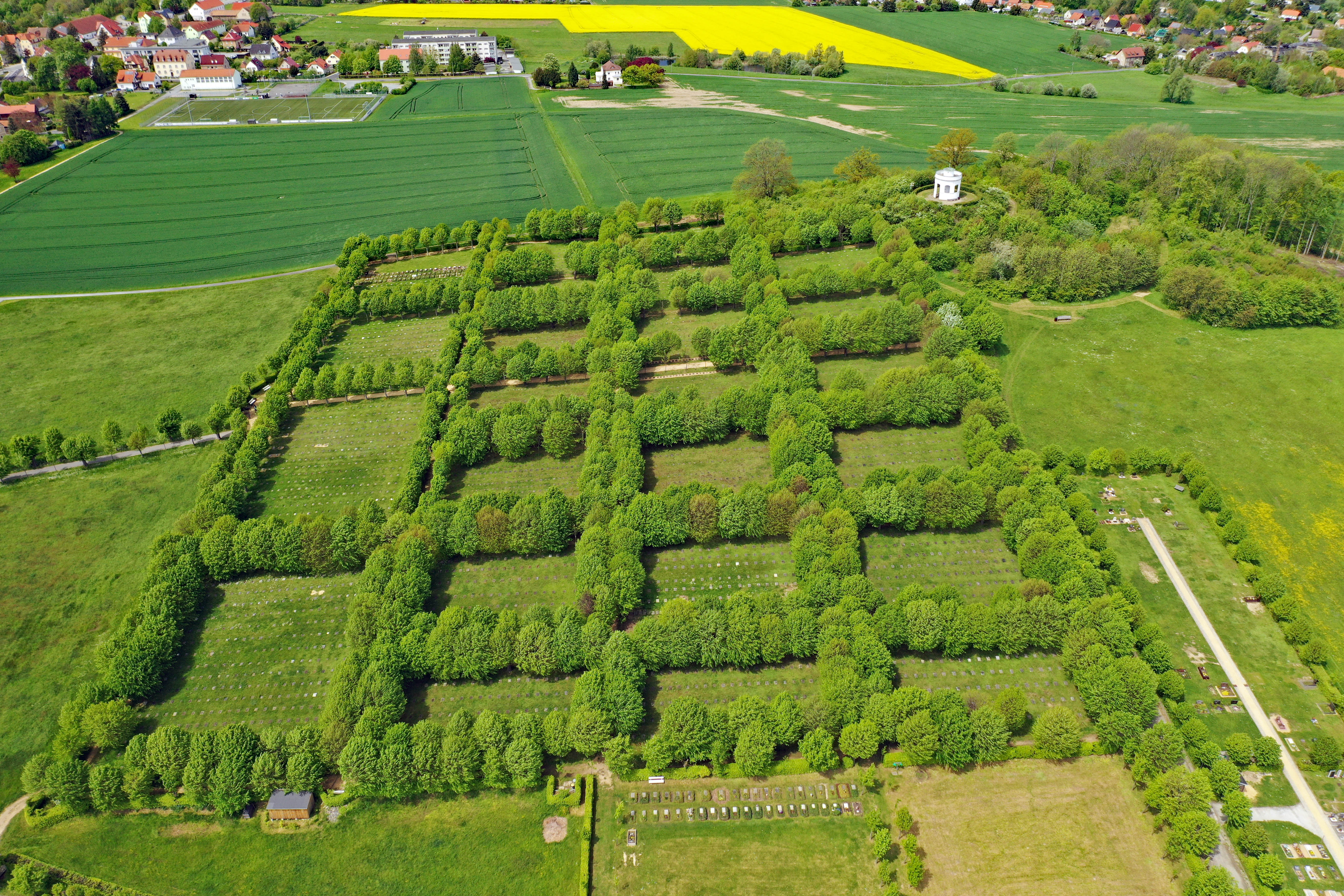
Luftbild des Gottesackers mit Herrnhut im Hintergrund

Der Herrnhuter Gottesacker wurde als Friedhof der Herrnhuter Brüdergemeine ab 1730 in Herrnhut angelegt. Er zeichnet sich im Unterschied zur barocken Friedhofskultur durch betonte Schlichtheit der Gestaltung aus (einheitliche Grabgrößen, schon 1747 genormte, liegende Leichensteine, Dominanz der Horizontalen etc.). Die Brüdergemeine setzte in dieser Gestaltung des Gottesackers ihre Vorstellungen von der Gleichheit vor dem Tod und der Ruhe vor der Auferstehung um.
Als Modell diente der Gottesacker nicht nur unmittelbar für die Gemeinschaftsfriedhöfe der Tochtergemeinden der Herrnhuter – während er sonst keinen Einfluss auf seine zeitgenössische Friedhofsästhetik nahm –, sondern wurde durch die Friedhofsreformer zu Beginn des 20. Jahrhunderts intensiv rezipiert und beeinflusste so die Friedhofsästhetik bis in die Gegenwart. In seiner Wirkgeschichte ähnelt er demnach dem Dessauer Neuen Begräbnisplatz, der ein vergleichbares Programm verfolgte, wenn auch aus anderen Motiven heraus.

## Geschichte
Die erste Beerdigung auf dem Herrnhuter Hutberg fand am 24. November 1730 statt, als das halbjährige Kind Hans Beyer begraben wurde. Vorher hatten die Einwohner Herrnhuts ihre Toten in Berthelsdorf begraben. Heute kann man den Herrnhuter Gottesacker zu den wichtigsten Kulturdenkmälern der Region zählen, der umso bedeutsamer ist, da er kein historisches Relikt darstellt, sondern heute noch von der Herrnhuter Brüdergemeine genutzt wird. 
Nachdem das erste Grab nur vorläufig eingezäunt war, legte man 1731 einen Erdwall mit Rasenbänken um den noch sehr kleinen Begräbnisplatz an. Die ersten Erweiterungen wurden schon 1738 und 1741 nötig. Die Lindenallee, die vom Ort auf den Gottesacker führt, legte man 1742 an. In den Jahren 1754 und 1755 pflanzte man um das Gelände eine Hecke. In den ersten Jahren lagen nicht auf allen Gräbern Steine, und es brauchte mehrere Anläufe, um für jedes Grab einen Stein zu besorgen. Schon 1740 beschloss eine Synode der Gemeinde: »Auf unsere Gräber sollen Steine geleget werden mit dem Namen, dem Tag des Heimgangs und einem Versel, da die Hauptidee von dem Bruder drinnen stehet.« Die Buchstaben der Steine waren in der ersten Zeit mit roter Farbe ausgefüllt; auf einigen Steinen sind die Reste dieser Farbe noch zu erkennen. Ursprünglich hatten die einzelnen Chöre eigene Reihen. Erst seit 1797 unterscheidet man innerhalb der Brüder- oder Schwesternseite nicht mehr nach der Chorzugehörigkeit.
So entwickelte sich der Gottesacker mit seinen typischen Merkmalen: die einförmigen, flachen Steine mit den schlichten Aufschriften, die Geschlechtertrennung, das Fehlen von Ehe- und Familiengräbern, die Bepflanzung mit Hecken und Linden und das Eingangstor mit zwei Sprüchen. Der Gottesacker wurde überall ein unverzichtbarer Teil einer Brüdergemeine.
Der Gottesacker in Herrnhut ist für viele brüderische Gottesäcker in der ganzen Welt das Vorbild gewesen. Schon 1740 beschloss man, dass jede Ortsgemeinde einen eigenen Gottesacker haben und dieser bei späteren Neugründungen sogar Bedingung sein sollte. So wie der Mensch sich bei all seinem Handeln an Jesus zu orientieren habe, so sei auch sein Liegen im Grabe eine liturgische Handlung, lehrte Zinzendorf. Auch Jesus habe schließlich im Grabe gelegen. Der Gottesacker zählte damit zu den liturgischen Räumen der Gemeinde. Er wurde zum Versammlungsort einer jeden traditionell angelegten Ortsgemeinde genauso wie auch der Saal und der Platz.
Als 1936 eine Umgehungsstraße zwischen dem Ort und dem Hutberg angelegt werden sollte, wehrte sich die Einwohnerschaft dagegen mit Erfolg, da der Gottesacker in diesem Falle von der Gemeinde abgeschnitten worden wäre.
Auf dem Gottesacker sind die Gräber aller derer – insgesamt über 6.200 – zu finden, die in der Herrnhuter Brüdergemeine gelebt haben.
Im Oktober 2003 wurde zur Erhaltung ein Gottesackerverein gegründet.
Der Herrnhuter Gottesacker ist als Teil der Herrnhuter Gärten Mitglied des Gartenkulturpfades beiderseits der Neiße. Dies verbessert die Möglichkeiten der Pflege (Parkseminare) und die Aussichten auf Förderung sowie die touristische Erschließung.

## Rezeption in Brüdergemeinen

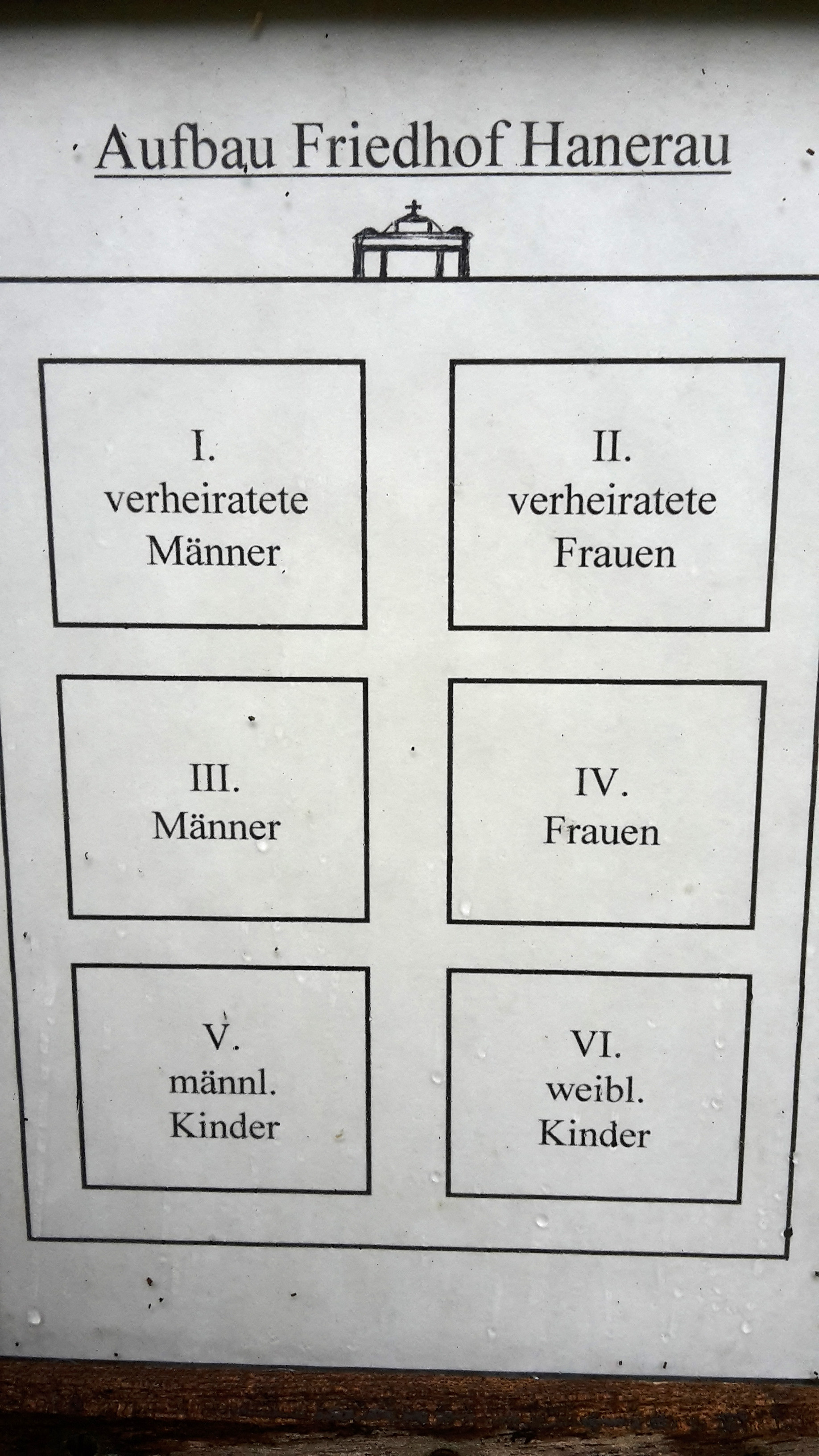
Gottesacker in Hanerau

- Der Gottesacker in Hanerau ist in sechs Felder eingeteilt. Der breite Mittelweg trennt die Geschlechter. Im oberen Drittel liegen Verheiratete, deren Grabstellen spiegelbildlich angeordnet sind. Die beiden mittleren Felder waren anfänglich nur für Jünglinge und Jungfrauen vorgesehen, die unteren für Kinder. Alle Entschlafenen wurden mit dem Kopf nach Osten beigesetzt.[2]
- Noch heute stellt der Gottesacker in Rixdorf den Friedhof der drei Gemeinden dar, der Teil der Brüdergemeine ist durch seine einheitliche und schlichte Grabgestaltung deutlich von dem Teil der Lutheraner und Reformierten unterscheidbar.
- Das älteste noch erhaltene Grab in Neudietendorf ist von 1743. Die liegenden Grabsteine sind gleichartig und schlicht. Nach Sitte der Brüdergemeine werden Grabstellen weder ausgegraben noch entwidmet, daher wird der Friedhof bei Bedarf vergrößert.

## Bekannte Personen
- Johann Christian Bechler (1784–1857)
- Christian David (1692–1751)
- Johann Leonhard Dober (1706–1766)
- Abraham Dürninger (1706–1773)
- Anna Nitschmann (1715–1760)
- Ernst Reichel (1861–1910)
- Abraham Roentgen (1711–1793)
- August Gottlieb Spangenberg (1704–1792)
- Otto Uttendörfer (1870–1954)
- Benigna Justine von Watteville (1725–1789)
- Friedrich von Wattewille (1700–1777)
- Nikolaus Ludwig von Zinzendorf (1700–1760)
- Erdmuthe Dorothea von Zinzendorf (1700–1756)